# U-2326
U-2326 je bila nemška vojaška podmornica Kriegsmarine, ki je bila dejavna med drugo svetovno vojno.

## Zgodovina
14. maja 1945 se je podmornica predala v Dundeeju, nakar jo je v svoje vrste sprejela Kraljeva vojna mornarica in jo preimenovala v HMS N 35.

## Poveljniki
| Poveljniki |                                    |            |                                |
| Št.        | Čin                                | Ime        | Poveljstvo                     |
| 1.         | Nadporočnik (Oberleutnant zur See) | Karl Jobst | 11. avgust 1944 - 14. maj 1945 |

## Tehnični podatki
| Kategorije                                          | Podatki         |
| --------------------------------------------------- | --------------- |
| Teža (t): na površju pod površjem polna Teža        | 234 258 275     |
| Dolžina (m) - tlačni trup (m)                       | 34,68 - 26,0    |
| Širina (m) - tlačni trup (m)                        | 3,02 - 3,0      |
| Izpodriv (m)                                        | 3,66            |
| Višina (m)                                          | 7,7             |
| Moč ([[konjska Moč\|hp]]): na površju pod podvršjem | 630 580         |
| Hitrost (vozlov): na površju pod podvršjem          | 9,7 12,5        |
| Doseg (milja/vozel): na površju pod podvršjem       | 2.600/8 194/4   |
| Torpeda/Torpedne cevi                               | 2/2 (na premcu) |
| Posadka                                             | 14-18           |
| Maksimalni potop (m)                                | 180             |